# Corticocyte

Coenenchyme des gorgonacea and pennatulacea.

Une corticocyte est une cellule qui produit la gorgonine et qui compose l'axe chez les gorgonacea et les pennatulacea,

## Rôle et fonction
Les corticocytes produisent la gorgonine dans l'axe.